# スター・オブ・ザ・シー・カレッジ
スター・オブ・ザ・シー・カレッジ(英:Star of the Sea College)は、オーストラリアビクトリア州メルボルンの郊外、ビクトリアにあるインデペンデント、カトリック、デイスクールの女子校である。

## 歴史
1883年3月にプレゼンテーション・シスターズによって創立された。彼女たちは父親にアイルランドからオーストラリアに来るよう命じられ、ウィンザー でビクトリア最初の修道院(プレゼンテーション修道院)と学校(現在のプレゼンテーション大学) を設立した後、エルスタンウィックに引っ越した。
ニューサウスウェールズ州ウォガウォガのプレゼンテーション・シスターズが作ったこの学校は、約1,000人の女子生徒を抱えている。
この大学の名前はJohn ByrneとPaul Fayが、彼女たちが近郊にある景色が良い入り江に沿ったタレットロッジと呼ばれる家に住んでいた時に、海の星の聖母にちなんでつけた。

## 交換留学生プログラム
ドイツ、イタリア、日本と交換留学のシステムをとっている。2004年には、バイエルンの女子生徒が6人、日本のホームステイプログラムの一環として東京都の渋谷教育学園渋谷中学校・高等学校の女子生徒が20人在籍した。

## 提携
Association of Heads of Independent Schools of Australia (AHISA)、Alliance of Girls' Schools Australasia (AGSA)と提携しており、ガールズ・スポート・ビクトリア(GSV)の創立メンバーでもある。

## 著名な卒業生
多方面で活躍する人材を輩出している。
- ジャーメイン・グリア – 作家、フェミニスト
- レイチェル・グリフィス – 女優
- エリザベス・ミラー - 政治家
- サリー・ネイバー – ABCリポーター
- ケイトリン・ステイシー – 女優
- ホリー・ヴァランス – 女優、歌手

## 歴代校長
| 年                           | 校長                        |
| ---------------------------- | --------------------------- |
| 2006 -                       | Sandra Diafas               |
| 2005                         | Kathy Smith (Acting)        |
| 1991 - 2005                  | Rosalie Jones               |
| 1968-70、1982-90             | Sr Josepha Dunlop           |
| 1972-78、1980-81             | Sr Paschal Rushford         |
| 1971、1979                   | Sr Patricia Carroll         |
| 1950-51、1957、1960、1965-67 | Sr Marie Michael Convery    |
| 1941-46、1952–56、1958-64    | Sr Eymard Temby             |
| 1947-49                      | Sr Leonard Gartlan          |
| 1935-40                      | M. Angela Johnston          |
| 1919-22、1929-34             | M. Sebastian Lardi          |
| 1923-28                      | M. Agnes Keane              |
| 1914-19                      | M. Magdalen Keogh           |
| 1908-13                      | M. Aloysius Heenan          |
| 1883-1908                    | M. John Byrne & M. Paul Fay |